# Mileševo (okręg zlatiborski)
Mileševo (cyr. Милешево) – wieś w Serbii, w okręgu zlatiborskim, w gminie Prijepolje. W 2011 roku liczyła 90 mieszkańców.